# Терещенська
Терéщенська (до 2007 року Воронізька) — проміжна залізнична станція 3 класу Конотопської дирекції Південно-Західної залізниці на електрифікованій лінії Конотоп — Хутір-Михайлівський — Зернове. До станції примикає одноколійна лінія Терещенська — Семенівка, яка електрифікована у 2004 році у складі ділянки Терещенська — Шостка.
Розташована у смт Вороніж Сумської області між станціями Макове (10,5 км) та Брюловецький (14 км).

## Історія
Залізничну станцію Терещенська було відкрито 1893 року при будівництві залізниці Конотоп — Зернове. Вокзал і залізничні колії було побудовано коштом родини Терещенків. Звідси походить і назва станції. 
У 1976 році здобула назву Воронізька. 
З 1 лютого 2007 року станції відновлено історичну назву — Терещенська.

## Пасажирське сполучення
Через станцію щоденно проходять лише денні пасажирські потяги сполученням Жмеринка/Київ - Шостка.
Також станція є вузлом для приміських та вантажних поїздів у напрямку до Глухова, Шостки, Новгорода-Сіверського, Семенівки, Есмані, Дружби, Конотопу та інших міст. 

## Приміське сполучення

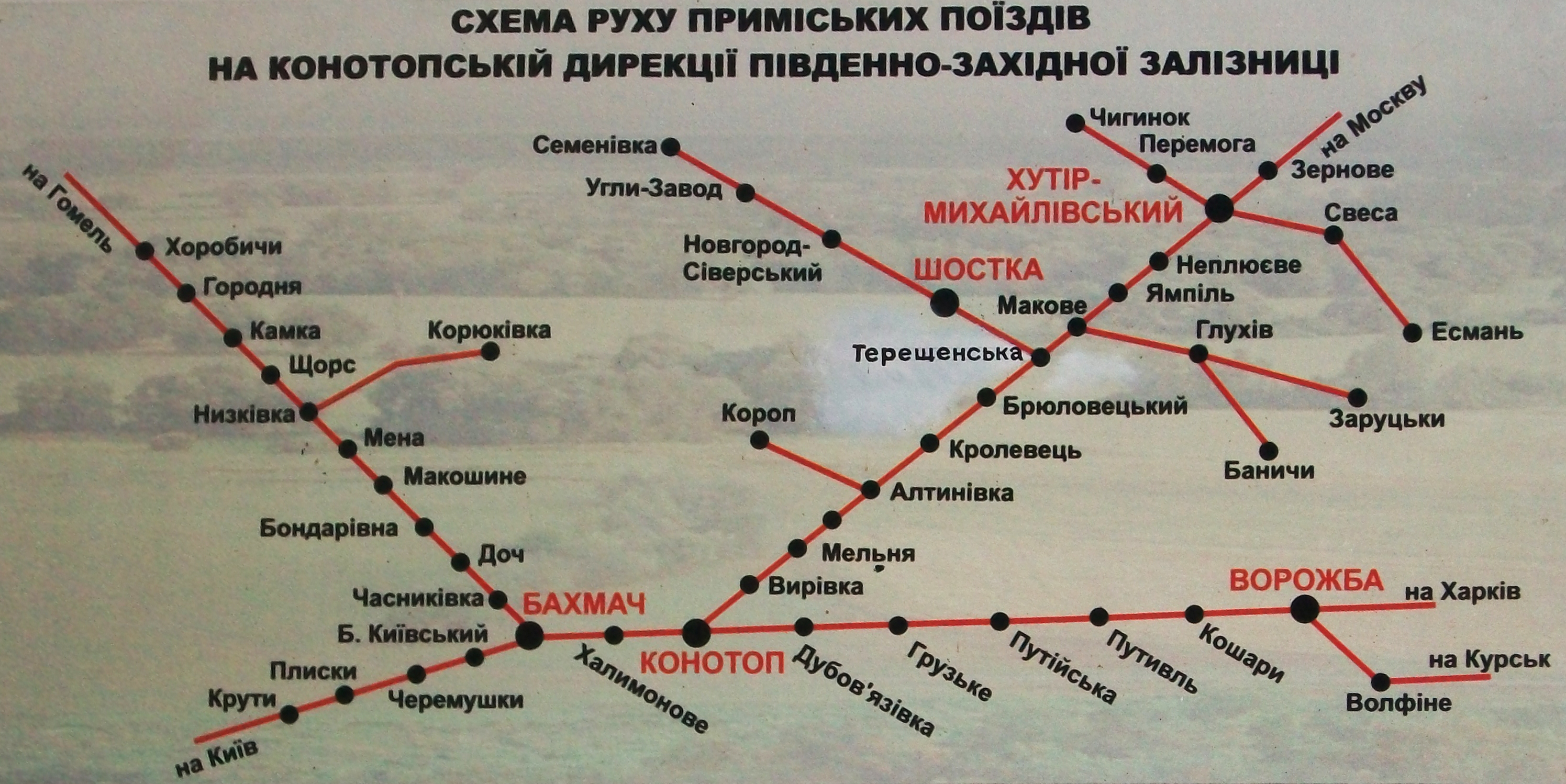
Схема руху приміських поїздів Конотопській дирекції Південно-Західної залізниці (стенд на ст. Терещенська)

У внутрішньому сполученні приміські електропоїзди сполученням:
- Неплюєве — Конотоп
- Терещенська  — Неплюєве.
- Конотоп — Зернове
- дизель-поїзди Новгород-Сіверський — Терещенська.